# HMS Gleaner (J83)
Pour les autres navires du même nom, voir HMS Gleaner.
Le HMS Gleaner (pennant number J83) est un navire hydrographique et un dragueur de mines de la classe Halcyon construit pour la Royal Navy dans les années 1930 et utilisé pendant la Seconde Guerre mondiale

## Construction
Le Gleaner est commandé le 13 mars 1936 pour le chantier naval de William Gray & Company de West Hartlepool en Angleterre. La pose de la quille est effectuée le 17 juin 1936, le Gleaner est lancé le 10 juin 1937 et mis en service le 30 août 1938.
Le Gleaner est l'un des quatre navires basés sur la conception de Halcyon qui sont utilisés pour les travaux hydrographiques. De ce nombre, deux navires (le Franklin (J84) et le Scott (J79)) sont conçus pour les relevés hydrographiques et deux navires (le Jason (J99) et le Gleaner) sont principalement conçus comme dragueur de mines. Une grande salle de cartes est construite à l'extrémité du gaillard avant et le pont est agrandi.
La classe Halcyon est conçue pour remplacer la classe Hunt précédente et varie en taille et en propulsion en fonction de sa construction.
Après la fabrication des 5 premiers Halcyon, et ses 2 exemplaires d'une variante, le deuxième groupe de 14 navires dont fait partie ce navire est lancé avec comme principale modification sa propulsion. Ils déplacent 828 t à charge standard et 1 311 t à pleine charge. Les navires ont une longueur totale de 74,75 m comme la variante de la première série , un maître-bau de 10,21 m et un tirant d'eau de 2,7 m.
Ils sont propulsés par deux turbines à vapeur Parsons (alors que la première série des Halcyon possédait des machines à vapeur verticales compound ou triple expansion), chacune entraînant un arbre, utilisant la vapeur fournie par deux chaudières à trois cylindres Admiralty. Les moteurs produisent un total de 1 750 ch  (2 370 kW) et donnent une vitesse maximale de 16,5 nœuds (30,6 km/h). Il transporte au maximum 247 t de mazout, ce qui lui donne un rayon d'action de 7 200 milles marins (13 300 km) à 10 nœuds (19 km/h).  L'effectif du navire est composé de 80 officiers et hommes d'équipage.
Le Gleaner est armé de deux canons antiaériens QF de 4 pouces (102 mm). Il est également équipé de huit mitrailleuses Lewis de .303 British (7,7 mm). Plus tard dans sa carrière, le montage de son canon arrière de 4 pouces est enlevé comme l'est également la plupart des mitrailleuses Lewis. Un montage quadruple mitrailleuses de 12,7 mm Vickers est ajouté comme jusqu'à quatre montures simples ou jumelles pour canon de 20 mm Oerlikon AA (AntiAérien). Pour le travail d'escorte, son équipement de dragage de mines peut être échangé contre environ 40 charges de profondeur.

## Histoire

### Seconde Guerre mondiale
Ayant été armé à Devonport, le Gleaner est affecté à la 1re flottille anti-sous-marine du Commandement des approches occidentales  (West Approaches Command) à temps pour le déclenchement de la guerre le 3 septembre 1939, basée à Belfast. En décembre, il est réaffecté à la 2e Force de la Home Fleet (Flotte intérieure) basée dans la Clyde. Par la suite, il semble s'être spécialisé comme défenseur du Clyde car lorsque le sous-marin allemand (U-Boot) U-33 navigue courageusement dans le Firth of Clyde et tente de poser des mines, il est capturé par le Gleaner et le détruit le 12 février 1940 à la position géographique de 55° 25′ N, 5° 07′ O par les charges de profondeur en capturant trois rotors de la machine Enigma du sous-marin et envoyés à Bletchley Park. C'est un beau et très important succès et Adolph Hitler reçoit par la suite l'assurance du Commandant en Chef de la Kriegsmarine (marine allemande), le Grand Amiral Erich Raeder, qu'une tentative aussi dangereuse ne se reproduirait pas.
En mars 1940, le Gleaner est renvoyé au West Approaches Command dans la 3e flottille anti-sous-marine, où il continue dans son rôle d'escorte. Par la suite, le Gleaner acquiert une expérience considérable dans la chasse et l'attaque des U-boote. Entre le 14 août et le 27 octobre 1940, il escorte les convois OA 198, SL 42, OA 204, OA 216, OG 42 et HG 45. Le 29 août 1940, il récupère 20 survivants du navire marchand britannique Astra II qui a été torpillé et coulé à la position géographique de 56° 09′ N, 12° 14′ O. Il conduit le convoi OG 43 à Gibraltar en septembre/octobre, puis sort pour escorter le convoi OG 44 lors de la dernière étape de son passage, donnant à quatre destroyers ennemis au large de Brest une large résistance. En novembre, il récupère les survivants du Harborough du convoi WN 21 sur la côte Nord Est qui a été bombardé, puis il escorte de la côte Est les convois EN 27, WN 40, EN 30, EN 37 et WN 50 avant d'entrer en carénage à Leith le 12 décembre qui dure jusqu'au 4 février 1941.
À la sortie du carénage, le Gleaner passe l'année 1941 à effectuer d'autres tâches d'escorte sur la côte est au sein de la Rosyth Escort Force ; nombre de ces convois naviguent entre Methil et le Clyde. Des normes très élevées de vigilance contre les avions ennemis et de navigation dans le chenal nettoyé sont atteintes et maintenues. Du 9 au 23 février, le Gleaner participe à l'escorte les convois WN 81, EN 71, WN 84, WN 87, EN 74, EN 77 et WN 90. Début septembre, le Gleaner est utilisé pour des missions de reconnaissance au large de l'Islande. Quelques jours plus tard, il escorte les convois FS 594F, EC 74 , EC 79 et WN 87.
Au début de 1942, le Gleaner reçoit l'ordre de se convertir en dragueur de mines de la flotte lors de son prochain carénage qui débute le 10 février à Leith et se termine le 20 mai. Lorsqu'il est prêt pour la mer, il est attaché à la 1re flottille de dragueurs de mines (1st Mineswepper Flotilla ou 1MSF) basée à Scapa Flow, qu'il rejoint en juillet lorsque ses essais sont terminés. Après un nettoyage de chaudière à Aberdeen, il quitte Scapa Flow avec le Harrier (J71) le 30 août et arrive à Hvalfjörður, en Islande, le 4 septembre. Le lendemain, après une conférence sur le convoi, le Gleaner prend la mer pour se joindre au convoi PQ 18 (40 navires) du 7 au 21 septembre. Le convoi arrive à Arkhangelsk avec une perte de 13 navires marchands. 

En novembre 1942, le Gleaner opère localement, escortant des navires individuels d'Arkhangelsk via la mer Blanche jusqu'à la baie de Kola. À la mi-décembre, le Gleaner rejoint l'escorte océanique du convoi RA 51 (14 navires), qui arrive au Loch Ewe le 11 janvier 1943. Le Gleaner navigue jusqu'à Grimsby pour y effectuer des réparations entre le 14 janvier et le 22 février 1943, puis, début mars, jusqu'à Hvalfjord où il opère localement comme dragueur de mines jusqu'à la mi-juin. Le Gleaner retourne à Grimsby pour y être entretenu pendant un mois en juin/juillet. En septembre, il retourne en Islande pour d'autres tâches locales, mais est remis en état sur la Tamise entre le 18 octobre et le 30 novembre.
A l'issue de ce réaménagement, le Gleaner participe à l'escorte du convoi JW 55B (19 navires) qui quitte le Loch Ewe le 20 décembre 1942 et atteint Kola le 29.  Le croiseur de combat Scharnhorst navigue à la rencontre du convoi, mais il est finalement piégé et coulé le lendemain de Noël lors de la bataille du cap Nord, les éclairs de canons étant visibles pour les escortes du convoi. Le Gleaner sert ensuite d'escorte locale et effectue d'autres tâches d'escorte locale en janvier/février 1944 dans les eaux de la Russie du Nord, avant de quitter Kola le 2 mars 1944 avec le convoi RA 57 (31 navires).
En mars 1944, les préparatifs de l'opération Neptune, l'opération navale de l'opération Overlord, l'invasion de la Normandie, avancent rapidement. Le 4 mars, il repêche 68 survivants du navire marchand britannique Empire Tourist torpillé et coulé par l'U-boot U-703 à la position géographique de 73° 25′ N, 22° 11′ E. Le Gleaner et la 1re flottille de dragueurs de mines doivent réaliser deux canaux à travers les champs de mines. Avec la flottille, il continue ensuite à rechercher des mines et à accomplir toutes les tâches nécessaires pendant que les armées alliées sont constituées pour rester en France. Le 25 août, le Gleaner est endommagé par une mine qui a été manquée lors du balayage avec la flottille au large du Havre, et il doit être remorqué vers le Royaume-Uni pour être réparé sur la Tamise en septembre/octobre. 

En novembre 1944, la 1re flottille de dragueurs de mines opère depuis Harwich et le Gleaner passe pratiquement le reste de sa vie active à travailler comme dragueur de mines avec la flottille.
Le 14 mars 1945, il entre en collision avec un bateau-pilote et, après une attente dans les Small Downs, il navigue jusqu'à Chatham où il est réparé entre le 23 mars et le 5 avril. Il a encore des problèmes lorsqu'il tente de naviguer et le 26 avril, il reçoit l'ordre de rejoindre la flottille lorsqu'il est prêt.

### Après-guerre
C'est le 2 septembre 1946 que le Gleaner embarque pour Falmouth pour être mis en réserve. Le 20 avril 1950, il est finalement vendu BISCo et le 14 mai de la même année, il arrive à Preston pour être démoli.

### Participation auxconvois
Le Gleaner a navigué avec les convois suivants au cours de sa carrière:
1. Convoi EN 1
2. Convoi EN 2A
3. Convoi EN 5
4. Convoi EN 7
5. Convoi EN 10
6. Convoi EN 13
7. Convoi EN 16
8. Convoi EN 18
9. Convoi EN 20
10. Convoi EN 23/1
11. Convoi EN 25
12. Convoi EN 27
13. Convoi EN 27/1
14. Convoi EN 30/1
15. Convoi EN 32
16. Convoi EN 35
17. Convoi EN 37/1
18. Convoi EN 38
19. Convoi EN 40
20. Convoi EN 68/1
21. Convoi EN 71/1
22. Convoi EN 74/1
23. Convoi EN 77/1
24. Convoi EN 81/1
25. Convoi EN 85/1
26. Convoi EN 88/1
27. Convoi EN 91/1
28. Convoi ETM 55
29. Convoi HG 45
30. Convoi JW 55B
31. Convoi OA 198
32. Convoi OA 204
33. Convoi OA 216
34. Convoi OB 16
35. Convoi OB 216
36. Convoi OG 43
37. Convoi PQ 18
38. Convoi RA 51
39. Convoi RA 56
40. Convoi RA 57
41. Convoi RU 77
42. Convoi SL 42
43. Convoi TC 2
44. Convoi WN 33
45. Convoi WN 40
46. Convoi WN 87
47. Convoi WN 90
48. Convoi WN 184
49. Convoi WN 187
50. Convoi WN 217
51. Convoi WN 218

### Commandement
- Lieutenant Commander (Lt.Cdr.) Hugh Percival Price (RN) du 7 mai 1937 au 22 février 1941
- Lieutenant Commander (Lt.Cdr.) Karl Eric Oom (RAN) du 22 février 1941 à décembre 1941
- Lieutenant Commander (Lt.Cdr.) Evelyn David John Abbot (RN) de décembre 1941 à début 1942
- Lieutenant (Lt.) John Osric Leatham Shelton (RN) de début 1942 au 10 avril 1942
- Lieutenant Commander (Lt.Cdr.) Frank Joseph George Hewitt (RN) du 10 avril 1942 au 29 septembre 1944
- T/A/Lieutenant Commander (T/A/Lt.Cdr.) Harold Graham King (RNVR) du 29 septembre 1944 au 16 juillet 1945
- A/Lieutenant Commander (A/Lt.Cdr.) John Andrew Pearson (RNR) du 16 juillet 1945 à octobre 1945